# Poudre d'or (Satie)
Pour les articles homonymes, voir Poudre d'or.
Poudre d'or est une valse pour piano ou orchestre d'Erik Satie publiée en 1902.

## Présentation

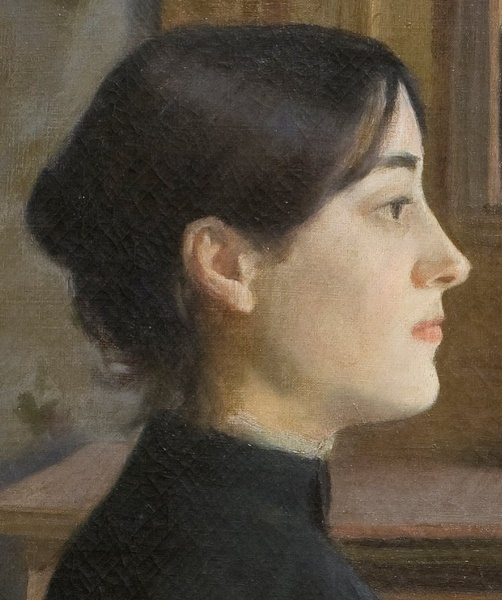
Stéphanie Nantas, dédicataire de l'œuvre, peinte par Santiago Rusiñol.

Poudre d'or est une valse composée à l'époque où Satie gagne sa vie comme pianiste dans les cafés de Montmartre. L'œuvre, pour piano ou orchestre, est déposée à la Sacem en 1902 et publiée la même année par E. Baudoux dans sa version pour piano. La version pour orchestre est publiée en 1978 par Salabert,.
Les manuscrits autographes sont conservés à la BnF.
La partition est dédiée à Stéphanie Nantas, dont le peintre et ami de Satie Santiago Rusiñol a fait le portrait,,.
La version orchestrale est écrite pour piccolo, flûte, hautbois, 2 clarinettes en la, basson ou tuba, 2 cors, 2 cornets en la, 3 trombones, percussions et cordes.
Poudre d'or est d'une durée moyenne d'exécution de quatre minutes quarante-cinq environ.

## Discographie sélective
Version pour piano :
- Erik Satie Piano Music, Håkon Austbø (piano), Brilliant Classics 99384, 1999 ;
- Erik Satie : Avant-dernières pensées, Alexandre Tharaud, Harmonia Mundi, 2009[5] ;
- Tout Satie ! Erik Satie Complete Edition[6], CD 4, Anne Queffélec (piano), Erato 0825646047963, 2015 ;
- Satie: Complete Piano Music, Jeroen van Veen (piano), Brilliant Classics 95350, 2016 ;
- Noriko Ogawa plays Erik Satie on an 1890 Erard piano, vol. 1, Noriko Ogawa (piano), BIS 2215, 2016.

Version pour orchestre :
- L'orchestre de Satie, orchestre Lamoureux, Yutaka Sado (dir.), Erato, 2001[7].

### Ouvrages généraux
- Alfred Cortot, La musique française de piano, Paris, Presses universitaires de France, coll. « Quadrige », 1981, 762 p. (ISBN 2-13-037278-3).
- Adélaïde de Place, « Erik Satie », dans François-René Tranchefort (dir.), Guide de la musique de piano et de clavecin, Paris, Fayard, coll. « Les Indispensables de la musique », 1987, 867 p. (ISBN 978-2-213-01639-9), p. 628-634.
- Guy Sacre, La musique de piano : dictionnaire des compositeurs et des œuvres, vol. II (J-Z), Paris, Robert Laffont, coll. « Bouquins », 1998, 2998 p. (ISBN 2-221-08566-3).

### Monographies
- Jean-Pierre Armengaud, Erik Satie, Paris, Fayard, 2009, 782 p. (ISBN 978-2-213-602523).
- Vincent Lajoinie, Erik Satie, Lausanne, Éditions L'Âge d'Homme, 1985 (ISBN 978-2-8251-3228-9).
- (en) Robert Orledge, Satie the composer, New York, Cambridge University Press, coll. « Music in the 20th Century », 1990, 394 p. (ISBN 978-0-521-35037-2).
- Anne Rey, Satie, Paris, Éditions du Seuil, coll. « Solfèges », 1974, rééd. 1995, 192 p. (ISBN 978-2-02-023487-0 et 2-02-023487-4).